# Kaivantoniemi (ö i S:t Michel)
Kaivantoniemi är en ö i Finland. Den ligger i sjön Kuolimo och i kommunen Sankt Michel i den ekonomiska regionen  S:t Michel och landskapet Södra Savolax, i den södra delen av landet, 180 km nordost om huvudstaden Helsingfors. Öns area är 0,8 hektar och dess största längd är 270 meter i sydöst-nordvästlig riktning.